# Чильян-В'єхо
Чильян-В'єхо (ісп. Chillán Viejo) — місто в Чилі. Адміністративний центр однойменної комуни. Населення — 18 827
осіб (2002). Місто і комуна входить до складу провінції Дигильїн і регіону Ньюбле.
Територія комуни — 291,8 км. Чисельність населення — 26 926 мешканців (2007). Щільність населення — 92,28 чол./км².

## Розташування
Місто розташоване за 4 км на південний захід від адміністративного центру провінції міста Чильян.
Комуна межує:
- на півночі — з комуною Чильян
- на сході — з комуною Чильян
- на півдні — з комуною Сан-Ігнасіо, Бульнес
- на заході — з комуною Чильян